# リンカーン大統領とケネディ大統領の共通点
| A・リンカーン |  | J・F・ケネディ |
| A・リンカーン |  | J・F・ケネディ |

リンカーン大統領とケネディ大統領の共通点（リンカーンだいとうりょうとケネディだいとうりょうのきょうつうてん）は、アメリカ合衆国の2人の大統領、エイブラハム・リンカーンとジョン・F・ケネディの経歴などに見られるとされる数多くの共通点のことである。

## 概要
アメリカでは、テカムセの呪い（Tecumseh's curse）、ケネディ家の呪い（Kennedy Curse）などと結びつけて語られることの多い話題で 、オカルト系の書籍で題材として取り上げられる場合も多い 。
この話題が取り上げられるようになった背景には、ケネディ大統領暗殺事件を検証したウォーレン委員会報告書の最終的な結論が一般人には理解し難いもので、憶測も含めて様々な陰謀説が各方面で囁かれ始めたことや、マルコムXやキング牧師、ロバート・ケネディなどの暗殺事件が続発した当時の社会不安がある 。これらの社会不安と歴代大統領の中でも人気の高い2人を結び付け、商業主義に利用した面も否定できない 。
何らかの因果関係を見出そうとする人々がいるのも事実だが、都市伝説の類で単なる偶然の一致とする説が一般的である。

## 共通点
共通点には以下のようなものがある。

### 家族
- 駐イギリス大使経験者
  - リンカーンの息子のロバートは1889年から1893年まで駐英大使を務めた。
  - ケネディの父ジョセフは1938年から1940年まで駐英大使を務めた。
- リンカーン、ケネディともに4人の子供がいた。

#### 結婚と夫人
- リンカーン、ケネディともに30を過ぎてから結婚している。
- 夫人は24歳前後
  - リンカーン夫人のメアリー・トッド・リンカーンは結婚当時23歳11ヶ月
  - ケネディ夫人のジャクリーン・ケネディ・オナシスは結婚当時24歳1ヶ月
- 夫人はフランス語を話すことができた。
- メアリー・トッドは63歳、ジャクリーン・ケネディは64歳と結婚の40年後に死亡している。

#### 家族の悲劇
- リンカーン、ケネディともに20代で亡くなった姉妹がいる。
  - リンカーンの姉サラは1828年に20歳で亡くなっている。
  - ケネディの妹カスリーンは1948年に28歳で亡くなっている。
- リンカーン、ケネディともに大統領在任中に息子を亡くしている[2]。
  - リンカーンの息子ウィリアムは1862年に12歳で亡くなっている。
  - ケネディの息子パトリックは1963年に生後2日で亡くなっている。
- リンカーン、ケネディともに40歳まで生きた子供が1人しかいない。
  - リンカーン - 長男：ロバート（1843年 - 1926年）
  - ケネディ - 次女：キャロライン（1957年 - ）

### 経歴
- リンカーンとケネディにはちょうど100年違いの共通点がいくつもある。
  - リンカーン、ケネディともに46年に初めての議会に選出された。
    - リンカーン - 1846年
    - ケネディ - 1946年

  - リンカーン、ケネディともに60年に大統領に当選した（就任も共に61年）[2]。
    - リンカーン - 1860年
    - ケネディ - 1960年

  - リンカーン、ケネディともにジョンソンという副大統領がいて、暗殺後に大統領に昇格した。彼らは08年生まれで、ともに南部出身だった。
    - アンドリュー・ジョンソン - 1808年生まれ[3]
    - リンドン・ジョンソン - 1908年生まれ[3]
- 秘書の名前
  - リンカーンにはケネディという名の秘書がいた[4]。
  - ケネディにはリンカーンという名の秘書がいた[4]。
- リンカーン、ケネディともに黒人差別問題に深く関わっていた[2]。
- リンカーン、ケネディともに国が南北に分かれる戦争に関わっている。（リンカーンは南北戦争、ケネディはベトナム戦争 [5]）
- リンカーン、ケネディともに死後、同名の空母が作られている（エイブラハム・リンカーン (空母)、ジョン・F・ケネディ (空母・初代)及びジョン・F・ケネディ (空母・2代)）。

### 暗殺
- 暗殺された場所リンカーンの暗殺 (1865)ケネディの暗殺 (1963)
  - リンカーンはフォード劇場

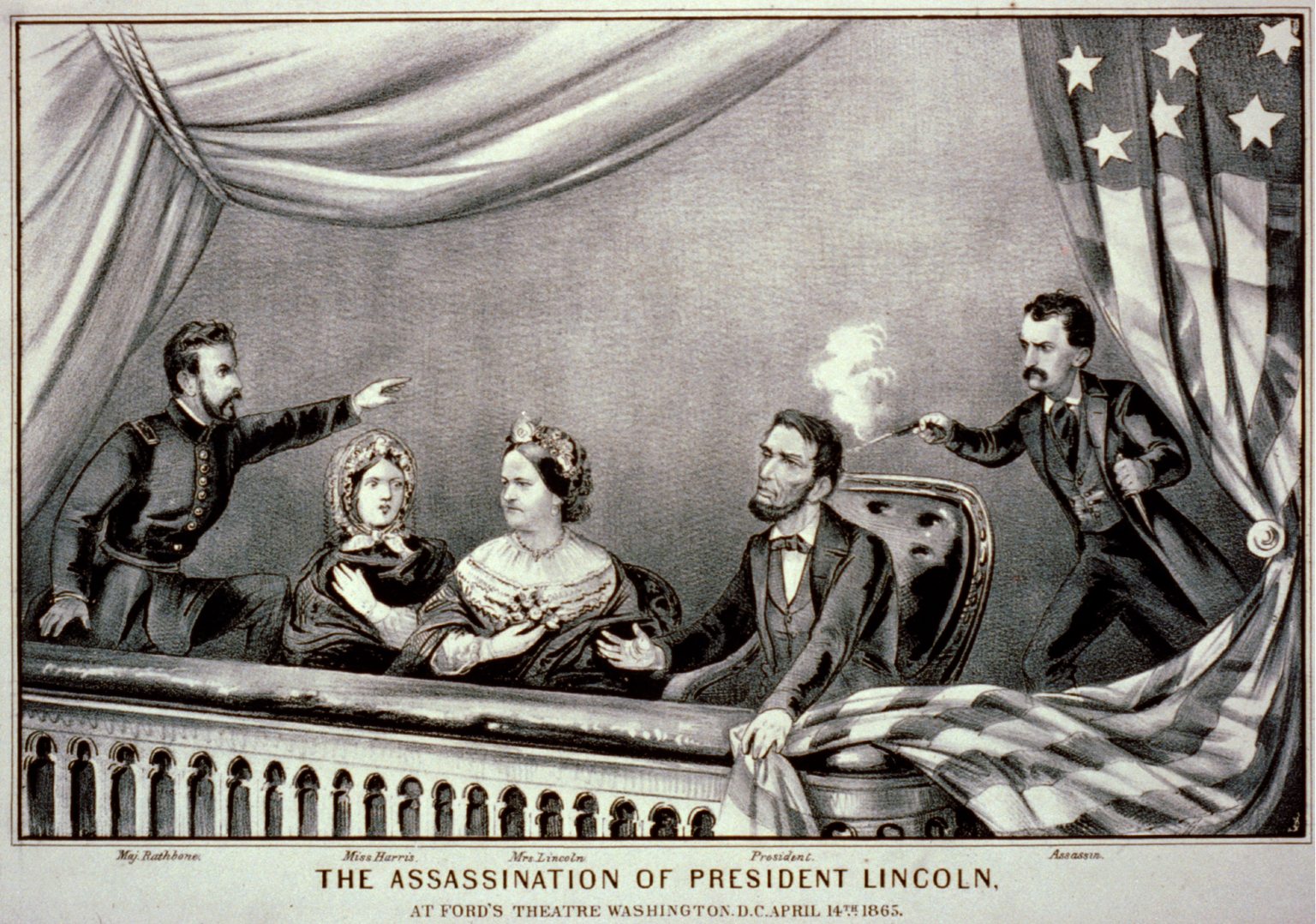
リンカーンの暗殺 (1865)

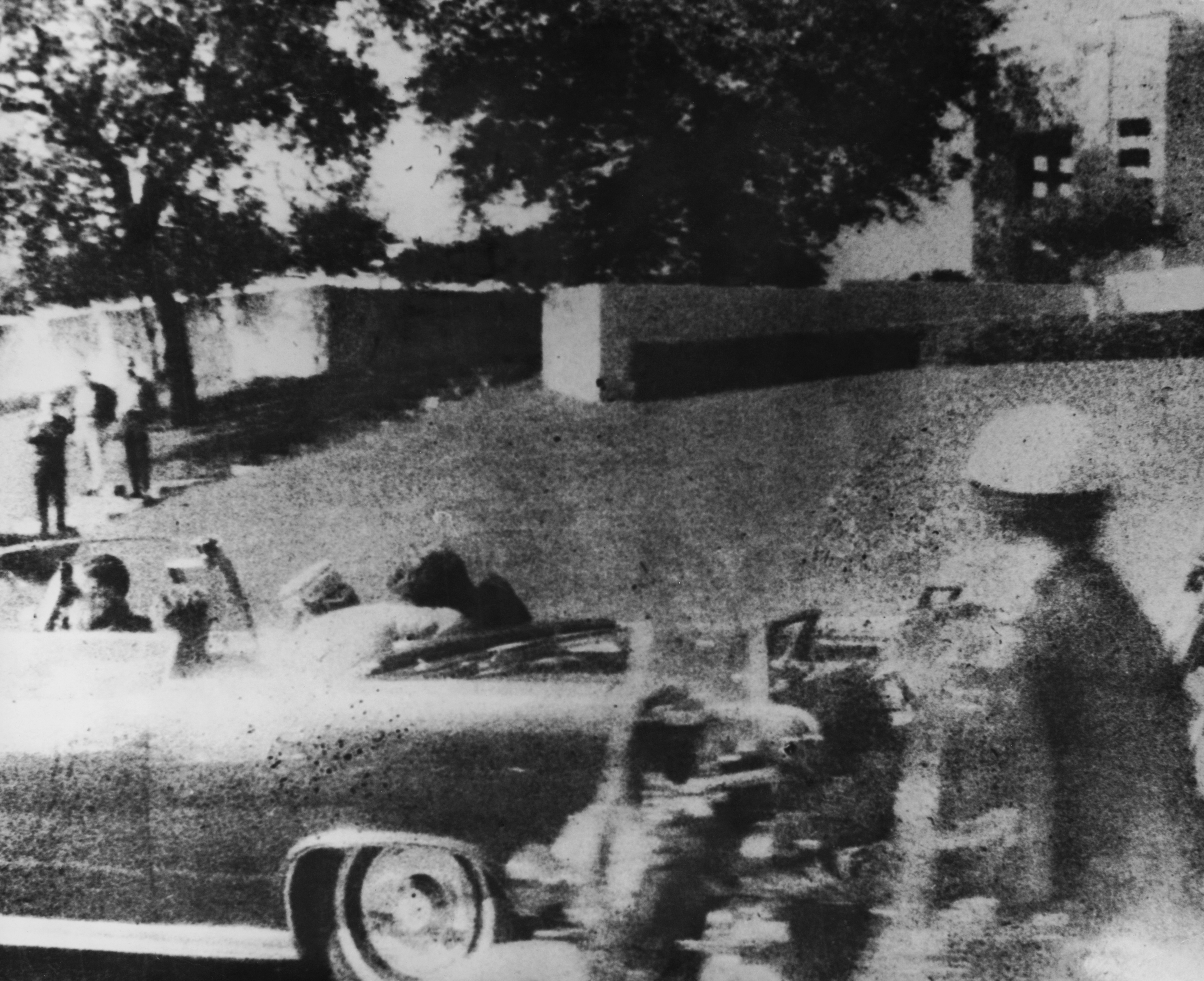
ケネディの暗殺 (1963)

  - ケネディはフォード車（フォード社が製造した「リンカーン・コンチネンタル」）の上
- 暗殺日は祝日の前の金曜日
  - リンカーンは復活祭の2日前の金曜日[2]。
  - ケネディは感謝祭の前の金曜日[2]。
- リンカーン、ケネディともに頭を狙撃された[2]。
- リンカーン、ケネディともに夫人が隣にいるときに狙撃された[2]。
- 両方の事件の目撃者や関係者など事件に関わった多くの人々が不審な死を遂げたり、災いに巻き込まれている。

#### 暗殺犯
- 2人の暗殺者の生まれ年は39年である。
  - リンカーンを殺したジョン・ウィルクス・ブースは1839年生まれ[4]
  - ケネディを殺したリー・ハーヴェイ・オズワルドは1939年生まれ[4]
- 最期
  - ブースは劇場でリンカーン暗殺後、倉庫（納屋）に逃げ込んで射殺された[4]。
  - オズワルドは教科書倉庫からケネディを暗殺し、劇場で逮捕され、射殺された[4]。

### 名前と文字数
- リンカーン、ケネディともに5種類の文字を使用した7文字の姓である[2]。
  - Lincoln
  - Kennedy
- ジョンソン副大統領のファーストネームは6文字である。
  - Andrew Johnson
  - Lyndon Johnson
- 暗殺者はミドルネームも含めて知られており、文字数は全部で15文字である[2]。
  - John Wilkes Booth
  - Lee Harvey Oswald

## 異論
上記の例の中には、間違いや誤誘導、こじつけなどがあるという批判もある。
例えば、以下のような部分が上げられる。
- 「夫人はフランス語を話すことができた」というが、20世紀前期に英語に取って代わられるまでフランス語は外交の標準語であり、フランス語は英語を深く学ぶ上での古典に相当する言語でもあることから英語圏では以降も第一外国語として学習されることが多く、教養のあるアメリカ人がフランス語を話すのは珍しい事ではない。
- アメリカの大統領の任期は4年であるから、100年間隔で新大統領が就任しても不思議な事ではない[6]。
- 100年の差を生まれ年から見るとリンカーンとケネディが違い（リンカーンは1809年、ケネディは1917年）、議員になった年から見るとジョンソンの2人が違う（アンドリュー・ジョンソンは1835年下院当選、リンドン・ジョンソンは1937年下院当選）。つまり100年の差に基準がない。たまたま100年違いだったところを恣意的に取り上げ誇張しているだけである[6]。
- リンカーンにケネディという秘書がいたという公式記録は存在しない。ジョンという秘書は実際にいた。ジョンは英語圏ではありふれた名前であるので、伝聞される内にケネディという秘書がいた、と誤った形で伝わったとする仮説がある[7]。
- 復活祭の2日前、感謝祭の前日は単なるこじつけでしかなく、また金曜日である点についても、2人の殺された日が同じ曜日になる確率は1/7であるから、偶然の範囲を出るものではない[8]。
- 銃を使う暗殺者が相手を確実に殺すために頭を狙うのは当然である[8]。
- 「夫人が隣にいる時に狙撃された」とあるが、公式の場でファーストレディが隣にいる事はなんら不思議ではない[8]。
- ブースの誕生年は1838年であるとされている。
- 文字数の一致は都合のいい部分のみを切り取り、それを誇張して表現しているにすぎない。例えばケネディ、リンカーンは共通しているのは苗字のみであり、それ以外に共通しているものはない。また暗殺者の2人にはミドルネームを含めているにもかかわらず、副大統領については無視している。実際には、ミドルネームのあるLyndon Baines Johnsonは19文字となってAndrew Johnsonの13文字と変わってしまう。つまり、比較の仕方が恣意的である[9]。
- アメリカ海軍は就役空母に有名大統領や軍人の名を付けているので、両有名大統領の名を持った空母が就航していてもなんら不自然ではない。他にはジョージ・ワシントン、セオドア・ルーズベルト、ハリー・トルーマン等の大統領の名をつけられた空母が建造されており、ジョージ・H・W・ブッシュもある。[10]

### 相違点
実際には両大統領に関してはきわめて多くの相違点があり、それらを考慮すれば、共通点を探して超自然的な意味を見出そうとするのは無理がある。下記に挙げたのはほんの一例である。
- リンカーンは共和党、ケネディは民主党と所属している政党が違う。
- リンカーンはイギリス系のプロテスタント教徒である可能性が高い(但し、明確に信仰している宗教・宗派を公言していたわけではない)のに対し、ケネディはアイルランド系のカトリック教徒であることが判明している。
- リンカーンは大統領就任2期目の1865年に暗殺され、ケネディは1期目の1963年に暗殺された。在任期間も異なれば、暗殺事件の間隔も100年ちょうどになっていない。
- リンカーンは屋内で、ケネディは屋外の自動車上で暗殺された。
- ブースはフォード劇場の俳優であり、オズワルドは元海兵隊員でソ連のスパイの疑いが持たれたなど、職業や経歴は全く違う。
- ブースが用いたのは拳銃であり、至近距離から発砲した。一方オズワルドが使ったのは小銃で、遠距離からの狙撃である。また本当にオズワルドがケネディ暗殺の犯人かどうかについては根強い疑惑がある。
- ブースは逮捕される前に逃げ込んだ納屋で騎兵隊のボストン・コーベット軍曹に射殺され、オズワルドは逮捕後にダラス警察署でジャック・ルビー [11] に射殺されるなど、射殺による死以外の共通点はない。
- ケネディの弟ロバートは司法長官（日本の法務大臣に相当）に就任し、大統領候補となった1968年に暗殺された(ロバート・ケネディ暗殺事件)。また同じく弟のエドワード・ケネディは上院議員で、1969年に起きた秘書の女性の死亡事故をめぐる醜聞(チャパキディック事件)で大統領立候補を断念したが、リンカーンにそのような例はない[7]。
- リンカーンの前任大統領はジェームズ・ブキャナンで、北部のペンシルベニア州出身の元弁護士であり、ケネディの前任大統領ドワイト・D・アイゼンハワーは南部のテキサス州出身で、第2次世界大戦で勇名をはせた軍人であり、全く共通点はない。
- リンカーンもケネディも兵役についた事はあるが、アメリカでは大統領就任の条件として軍務についた事が重視されるので、特筆すべき事例ではない。しかもリンカーンは陸軍兵としてアメリカ先住民と戦い、ケネディは海軍中尉として魚雷艇に乗り、日本の駆逐艦と衝突して九死に一生を得るなど、軍人としての経歴は全く異なる。

## その他
1992年にサイコップは、他の大統領間の関係を調べるコンテストを開催した。このコンテストの入賞者は、ケネディとメキシコのアルバロ・オブレゴン大統領の間に16ヶ所の共通点を見出した。要するに、何の関係もない人物の間でも、牽強付会な解釈で関係性を見出すのはたやすいという事である。